# Jason Martin
Jason Martin (* 8. September 1970 in Jersey, Großbritannien) ist ein britischer Maler.

## Leben
Jason Martin machte seine Ausbildung an der Chelsea Art School und schloss mit dem Bachelor of Arts am Goldsmith College in London ab. Er lebt und arbeitet in London und in Melides (Portugal).

## Werke
In Jason Martins Werk – angesiedelt zwischen Minimalismus und abstraktem Expressionismus – setzt der Künstler vielfältige Methoden des Farbauftrags ein, um die essentielle Frage der Illusion und der Rhetorik des Farbauftrags zu thematisieren. Malen ist für Jason Martin auch ein performativer Akt, der dem Zufall Raum lässt.
Internationale Aufmerksamkeit erregte Jason Martin mit seinen großformatigen, gebürsteten Ölbildern, die in dünnen Farbschichten mit selbstgebauten, kammartigen Werkzeugen ausgeführt werden. Das auf der Oberfläche der Werke reflektierte Licht modelliert die Pinselführung und erzeugt eine zeitliche und räumliche Dynamik.
Viele von Martins Arbeiten oszillieren auf dem schmalen Grat zwischen Malerei und Skulptur, den der Künstler in den letzten Jahren in verschiedenen Werkgruppen immer wieder ausgelotet und differenziert hat. Die Pigmentarbeiten und eine neuere Serie von Ölbildern mit schwerem Impasto auf Aluminiumstrukturen (bis zu 15 cm Tiefe) haben einen starken skulpturalen Ausdruck. Nach einer siebenjährigen Pause besann sich der Künstler 2020 wieder auf einige wesentliche Elemente seiner Praxis und kehrte zum Pinsel zurück. Zum ersten Mal verwendete er eine vielseitige Farbpalette in verschiedenen Farbtönen und Schattierungen, um Gemälde von immenser Tiefe und Raum zu schaffen, die sich mit einer unvermittelten sensorischen Stimulation verbinden.
Erste große Resonanz bekam Martin 1997 im Umfeld der Young British Artists mit der Ausstellung Sensation in der Royal Academy of Art. Jason Martin ist bekannt für monochrome und dreidimensionale Malerei. Er verwendet für seine Arbeiten Großflächen aus Edelstahl, Plexiglas oder Aluminium. Der Künstler bearbeitet häufig eine einzige Farbmasse mit einem Kamm, das „führt zu sinnlichen, rhythmischen Oberflächen, die der Farbe einen dreidimensionalen Charakter verleihen und so die Trennung von Skulptur und Malerei in Frage stellen. Farbe wird in ihren Materialeigenschaften thematisiert.“
Die strenge Reduktion der Bildmittel und der gestische Malprozess kennzeichnen Jason Martins Werk. Der Einfluss des Lichts, das sinnliche Erleben und das Spiel von Farbe und Form stehen bei den Arbeiten von Jason Martin im Vordergrund.

## Sammlungen
Arbeiten von Jason Martin sind in zahlreichen öffentlichen und privaten Sammlungen vertreten, darunter die Saatchi Gallery, London, das Hirshhorn Museum and Sculpture Garden in Washington, DC, das Buffalo AKG Art Museum in Buffalo, New York, das Sprengel Museum in Hannover, die Art Contemporary in Wien und die Schaufler Stiftung Schauwerk Sindelfingen.

## Arbeiten

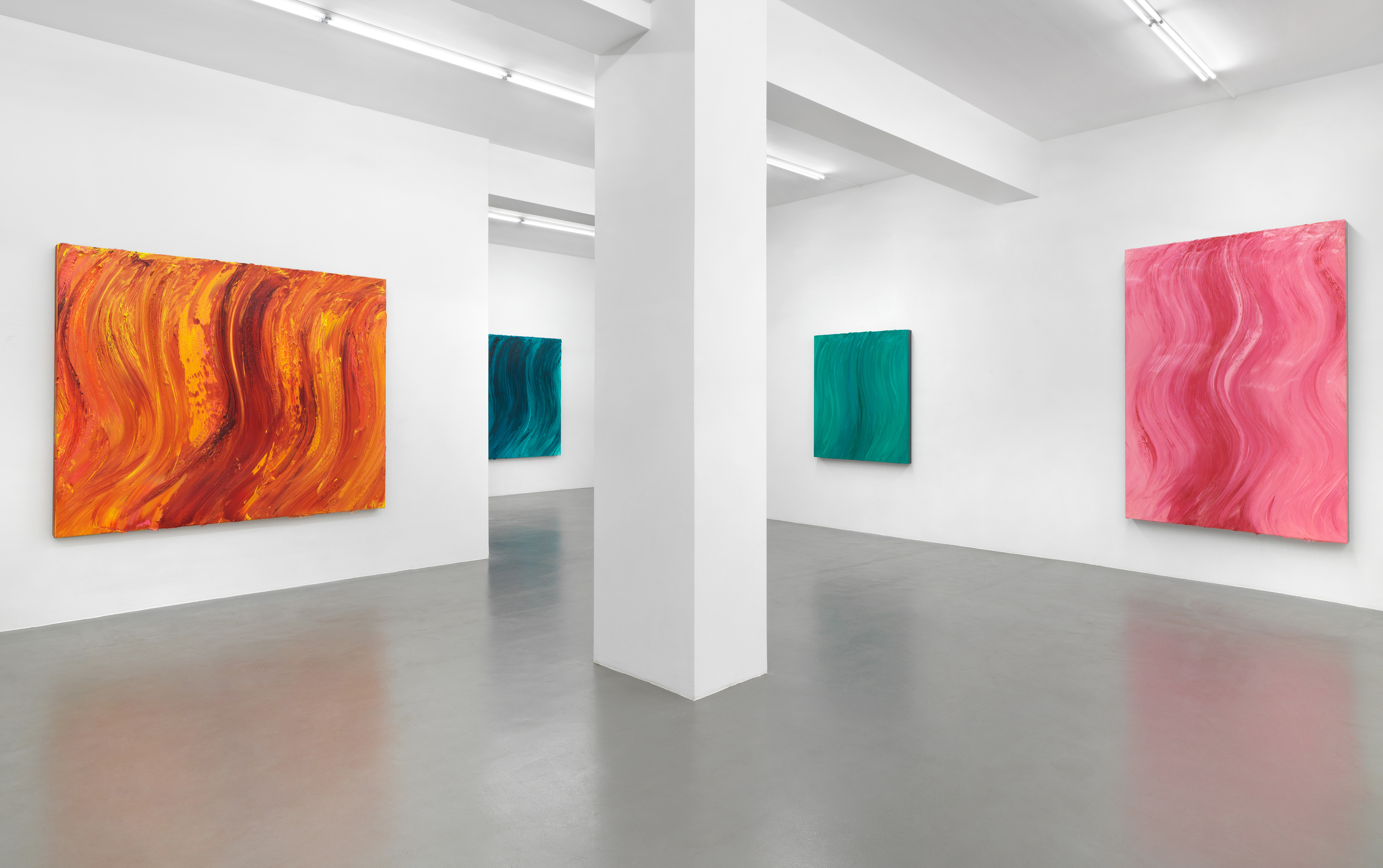
Installation view Jason Martin, Polychrome Futures, Buchmann Galerie 2020
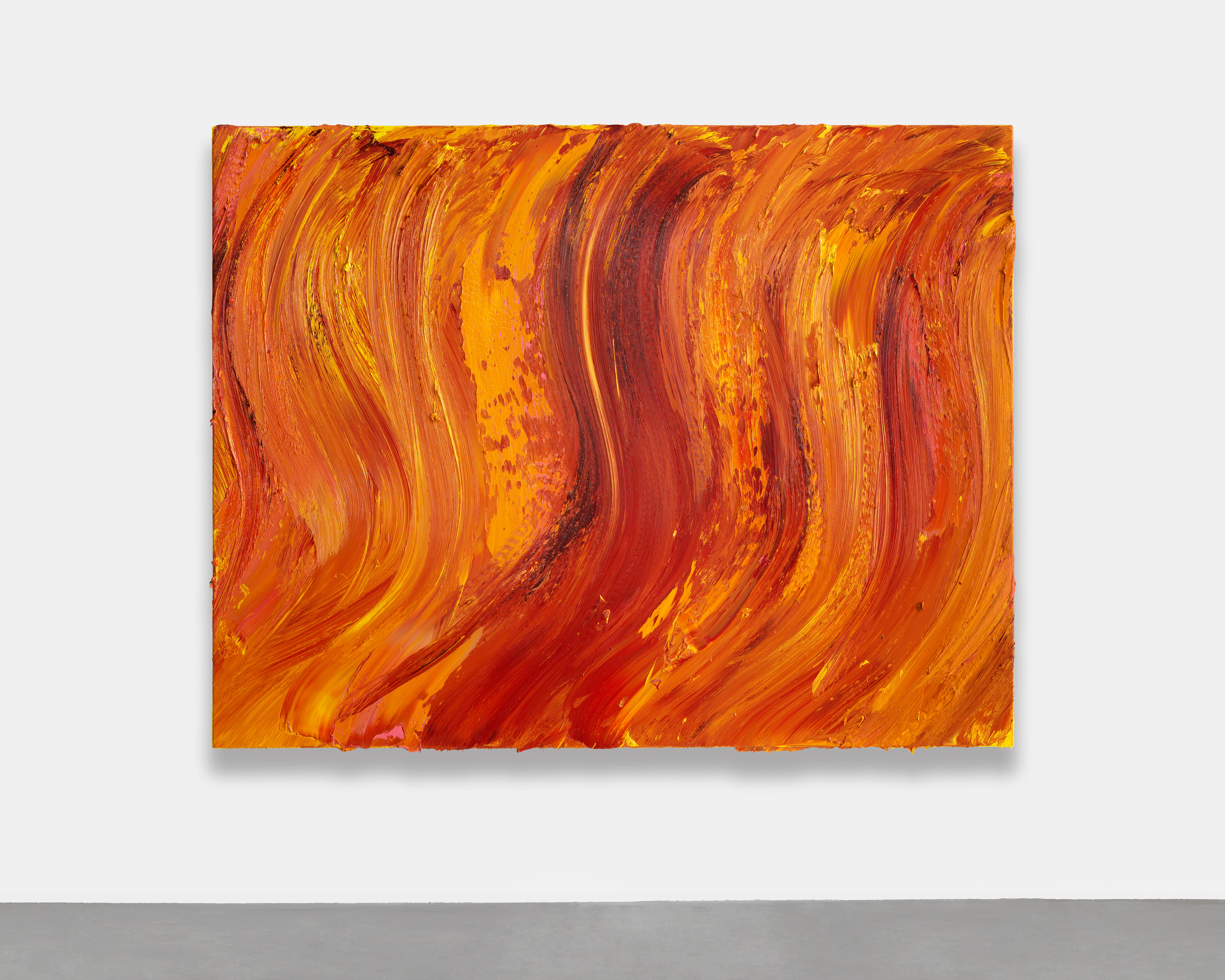
Jason Martin, Untitled (Old Holland gold lake / Permanent yellow light / Scarlet lake extra), 2020, Oil on aluminium, 200 (h) x 256 x 15 cm / 78¾ (h) x 100¾ x 6 in
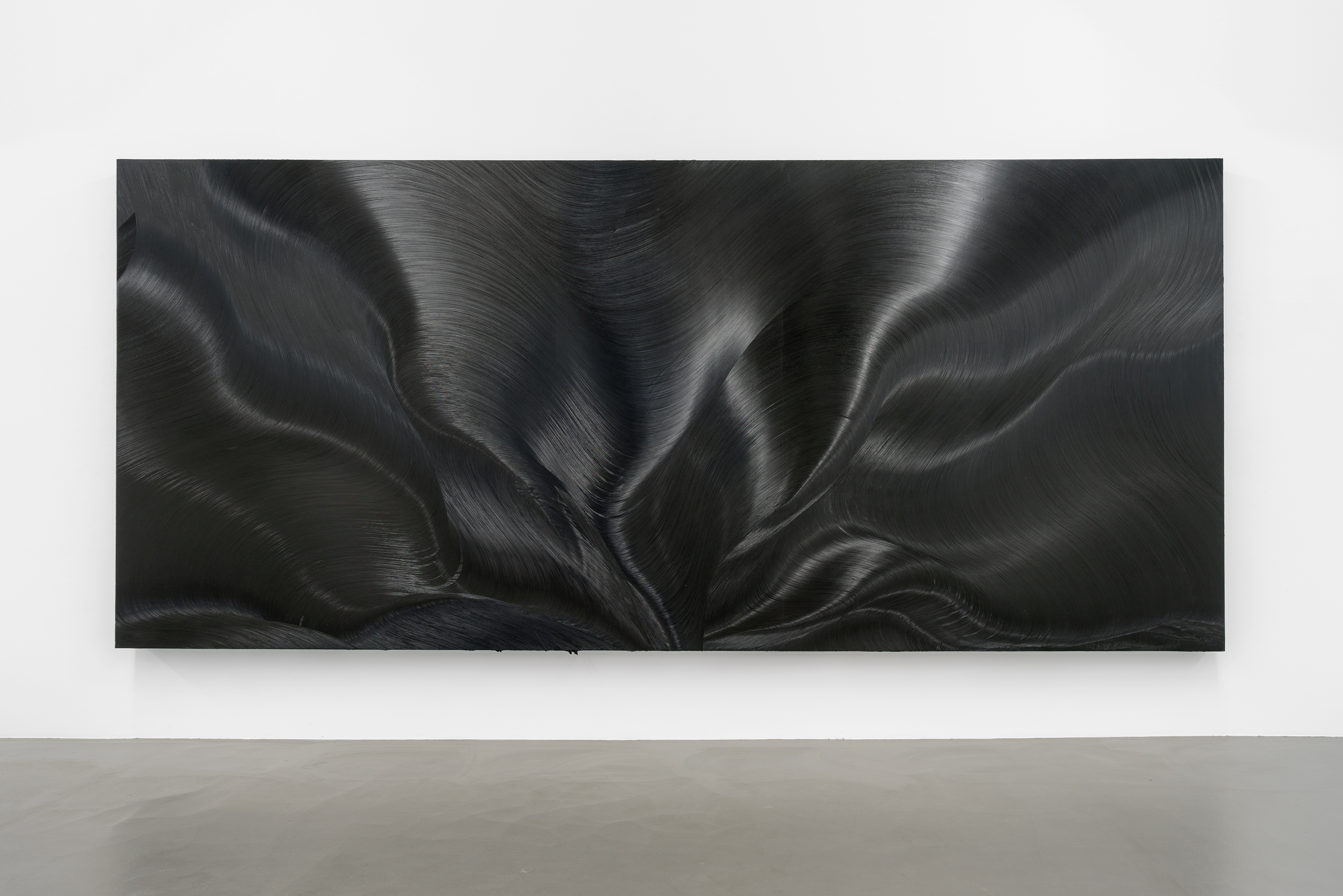
Jason Martin, Vertigo, 2006, oil on aluminium, 220 x 500 cm / 86½ x 196¾ in
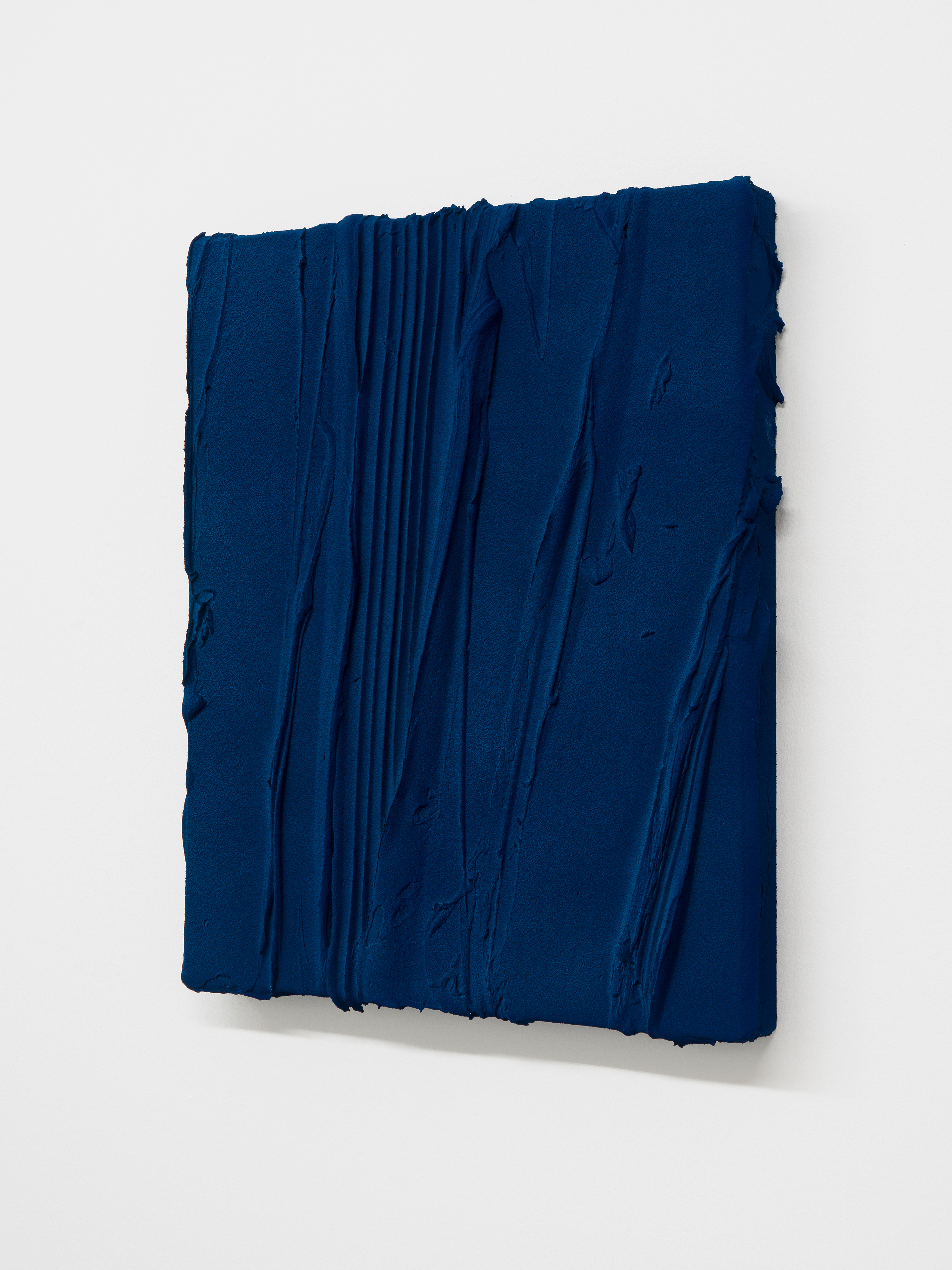
Jason Martin, Anjos I, 2019, Mixed media on aluminium, 88 (h) x 74 x 10 cm / 34¾ (h) x 29¼ x 4 in

## Einzelausstellungen (Auswahl)
- Contemporary Artists, Chicago, 1992
- Wonderful Life, Lisson Gallery, London, 1993[7]
- Five Contemporary British Artists, Belgien, 1995
- The Erotic Sublime, Galerie Thaddeus Ropac, Salzburg, 1998
- Jason Martin, L. A. Louver, Los Angeles, 2004
- Arcadia, Galerie Màrio Sequeira, Braga, 2006
- Monochromed, Fine Art Society, London, 2006
- Nudes, Galerie Thaddeus Ropac, Paris, 2006
- For God´s Sake, Kunstverein Gütersloh, 2007
- CAC, Málaga, 2007
- Luxe, calme et volupté, Wetterling Gallery, Stockholm, 2009
- Vigil, Peggy Guggenheim Collection, Venedig, 2009
- New Works, Pelaires Centre Cultural Contemporary, Palma (Mallorca), 2010
- Oils and Pigments, Galeria Javier Lopez-Màrio Sequeira, Madrid, 2011
- Infinitive, Lesson Gallery, London, 2012
- Serendipita, L.A. Louver, Los Angeles, 2013
- Gestural Ubiquity, Galerie Thaddeus Ropac, Paris, 2014
- Traction, Museum gegenstandsfreier Kunst, Otterndorf, 2016
- Werke 1997-2017, Schauwerk Sindelfingen, 2017
- Vertigo, Buchmann Galerie, Berlin, 2018
- Galeria Mário Sequeira, Centro Cultural de São Lorenço, Almancil, Portugal
- Polychrome Futures, Buchmann Galerie, Berlin, 2020

## Gruppenausstellungen (Auswahl)
- Sensation: Young British Artists from the Saatchi Collection, Royal Academy of Art, London, 1997
- Monochrome, Museo Nacional Centro de Arte Reina Sofía, Madrid, 2004
- Las Vegas Collects Contemporary, Las Vegas Art Museum, Las Vegas, 2008
- In-Finitum, Museo Fortuny, Venedig, 2009
- Touch, Espoo Museum of Modern Art, Espoo, 2015
- Abstract Painting Now!, Kunsthalle Krems, Krems, Österreich, 2017
- De Calder à Koons, Musée des Arts Décoratifs, Paris, 2018
- Love Stories, Schauwerk Sindelfingen, 2020